# Diospilus tricolor
Diospilus tricolor är en stekelart som först beskrevs av Szepligeti 1914.  Diospilus tricolor ingår i släktet Diospilus och familjen bracksteklar. Inga underarter finns listade i Catalogue of Life.